# ガブリエル・ヴォアザン

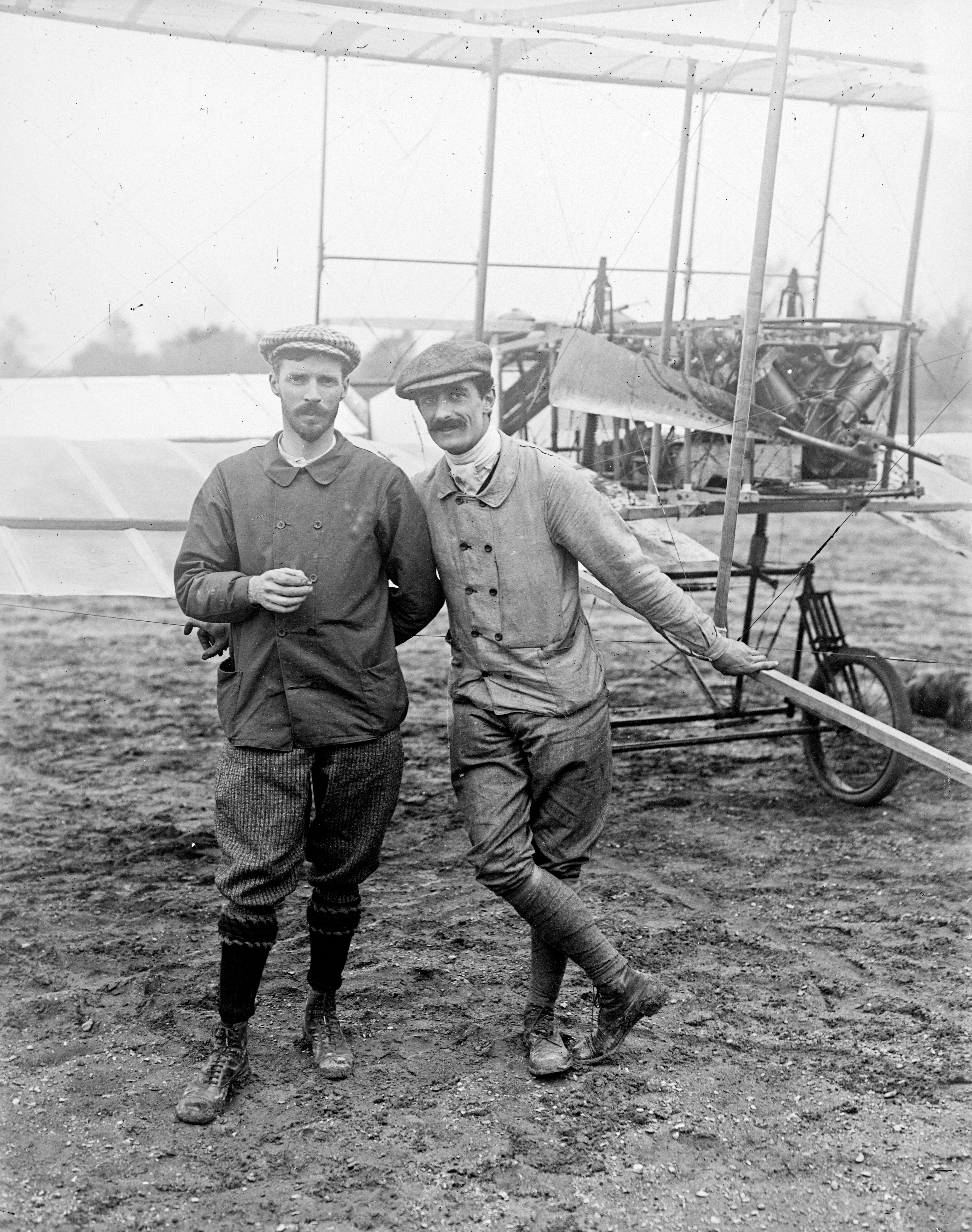
ヴォアサン兄弟。ガブリエルは右の人物。

ガブリエル・ヴォアザン（Gabriel Voisin 、1880年2月5日 - 1973年12月25日）はフランス航空界のパイオニアである。弟のシャルル・ヴォアザン（Charles Voisin、1882年 -
1912年）とともに、初期の航空機の開発を行なった。

## 概要
1899年にグライダーによる飛行実験を開始し、1903年から1905年にかけてはルイ・ブレリオと共同の会社を設立している。1905年にフランス航空クラブ会長のアルシュデック（Ernest Archdeacon ）の注文でフロートをつけた水上グライダーを製作した。1907年レオン・ドラグランジュの注文で製作したヴォアザン・ドラグランジュ1型機が、シャルルの操縦で60mのジャンプに成功し、ヨーロッパ2番目の動力飛行になった。
1912年からは、軍用機の製作をはじめた。ヴォアザン機の特徴は流線形のナセルに乗員が乗り、その後に推進式のプロペラを配置して尾翼は2本のビームで支えるというものであった。1914年10月5日、ヴォアザン複座機がアヴィアティック複座機を撃墜したのが、初の空中戦での撃墜記録とされている。
しかし、より優れた性能を持つ戦闘機が次々に開発されると、ヴォアザン機はその形式のために戦闘機として使えなくなっていった。最後のヴォワザン LASでもその形状は受け継がれていたが、これは当初より爆撃機として開発されており、そのうえ西部戦線では爆撃機としても旧式で役に立たないと評価され、東部戦線へ回された。東部戦線では、ヴォアザン機は最後まで大きな活躍を見せた。戦後、ヴォアザンの会社は戦争中に雇った工員に仕事を提供するため、工場で作ってトラックで配達するという現在のツーバイフォー工法の元となる家を開発したが、建築業界の風当たりが強く、これは失敗に終わった。その後、ヴォアザンは自動車メーカーへ転身するが、1946年にシトロエンと合併、その歴史を閉じた。